# سيريل جوليان
سيريل جوليان (29 مارس 1974 بكاستر في فرنسا - ) (بالفرنسية: Cyril Julian)‏ هو لاعب كرة سلة فرنسي في مركز الوسط، شارك في الألعاب الأولمبية الصيفية 2000. ولعب مع Tarbes Gespe Bigorre ‏.

## وصلات خارجية
- سيريل جوليان على موقع الاتحاد الدولي لكرة السلة (الإنجليزية)
- سيريل جوليان على موقع الدوري الإسباني لكرة السلة (الإسبانية)
- سيريل جوليان على موقع كرة السلة الأوروبية.كوم (الإنجليزية)
- سيريل جوليان على موقع ريلجم (الإنجليزية)
- سيريل جوليان على موقع بروبوليرز (الإنجليزية)
- سيريل جوليان على موقع سبورتس رفرنس (الإنجليزية)
- سيريل جوليان على موقع أوليمبيديا (الإنجليزية)